# Jaskinia na Kontakcie
Jaskinia na Kontakcie (SYSTEM Jaskinia na Kontakcie) – jaskinia, a właściwie system jaskiniowy, na terenie Niecki Nidziańskiej. Wejścia do niej znajdują się w Niecce Soleckiej, w Dolinie Aleksandrowskiej, niedaleko wsi Aleksandrów (gmina Wiślica), w pobliżu Jaskini w Ryglu, na wysokości 195 m n.p.m.. System jaskiniowy powstał z połączenia dwóch jaskiń – dużej Jaskini na Kontakcie i połączonej z nią niewielkiej Jaskini pod Wygódką. Jest on częścią podziemnego przepływu Potoku Aleksandrowskiego. Łączna długość systemu wynosi 75 metrów, a deniwelacja 1,5 metrów.

## Opis jaskini
Jaskinię na Kontakcie stanowi obszerny, ale niski korytarz z małymi kominkami w stropie zaczynający się w dużym otworze wejściowym z okapem, a kończący namuliskiem. Niedaleko od otworu na południe odchodzi 4-metrowy ciąg, natomiast kilkadziesiąt metrów dalej, na północny wschód, krótki korytarzyk, który prowadzi do małej salki i niewielkiego otworu wejściowego. Korytarzyk ten to Jaskinia pod Wygódką (12 metrów długości).

## Przyroda
W jaskini brak jest nacieków. Ściany są wilgotne, dnem korytarza okresowo płynie potok. Zamieszkują ją prawdopodobnie kuny i lisy.

## Historia odkryć
Jaskinię na Kontakcie odkryli J. Urban i J. Gubała w sierpniu 1996 roku. W 2003 roku połączono ją z Jaskinią pod Wygódką. Plan i opis obu jaskiń sporządzili J. Gubała i A. Kasza w 1998 roku.
Jaskinia powstała w gipsach wielkokrystalicznych (szklicowych) na ich kontakcie z leżącymi niżej marglami. Stąd jej nazwa.